# Intel 8022
Intel 8022 je osmibitový jednočipový mikropočítač rodiny MCS-48 vyrobený firmou Intel a na trh uvedený roku 1977. Je téměř identický s verzí 8021 s tím rozdílem, že obsahuje A/D převodník.